# Мускіс
Мускіс, Мускес (баск. Muskiz (офіційна назва), ісп. Musques) — муніципалітет в Іспанії, у складі автономної спільноти Країна Басків, у провінції Біская. Населення — 7216 осіб (2009).
Муніципалітет розташований на відстані близько 330 км на північ від Мадрида, 17 км на захід від Більбао.
На території муніципалітету розташовані такі населені пункти: (дані про населення за 2009 рік)
- Кобарон: 122 особи
- Побенья: 205 осіб
- Ла-Рігада: 387 осіб
- Сан-Хуан-де-Мускіс: 6023 особи
- Сан-Хуліан: 241 особа
- Сантелісес: 238 осіб

## Демографія
Динаміка населення (INE ):

## Галерея зображень

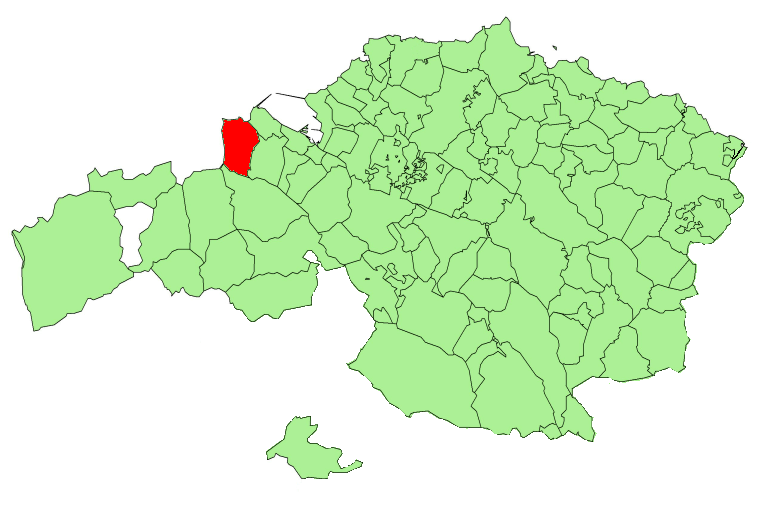
Розташування муніципалітету
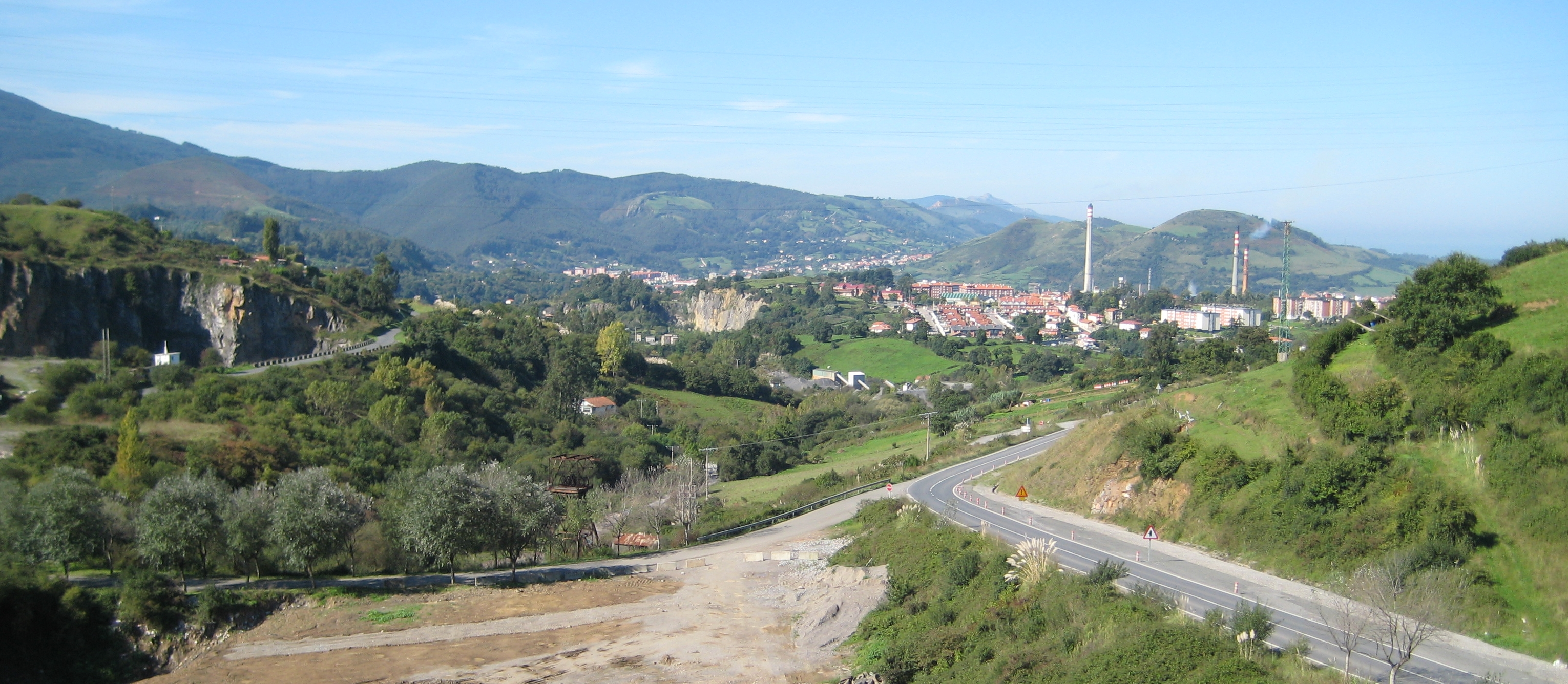
Мускіс